# Loire-sur-Rhône
Loire-sur-Rhône – miejscowość i gmina we Francji, w regionie Owernia-Rodan-Alpy, w departamencie Rodan.
Według danych na rok 1990 gminę zamieszkiwało 1927 osób, a gęstość zaludnienia wynosiła 116 osób/km² (wśród 2880 gmin regionu Rodan-Alpy Loire-sur-Rhône plasuje się na 452. miejscu pod względem liczby ludności, natomiast pod względem powierzchni na miejscu 674.).